# Ludwig Borchardt
Ludwig Borchardt (ur. 5 października 1863 w Berlinie, zm. 12 sierpnia 1938 w Paryżu) – niemiecki egiptolog żydowskiego pochodzenia.

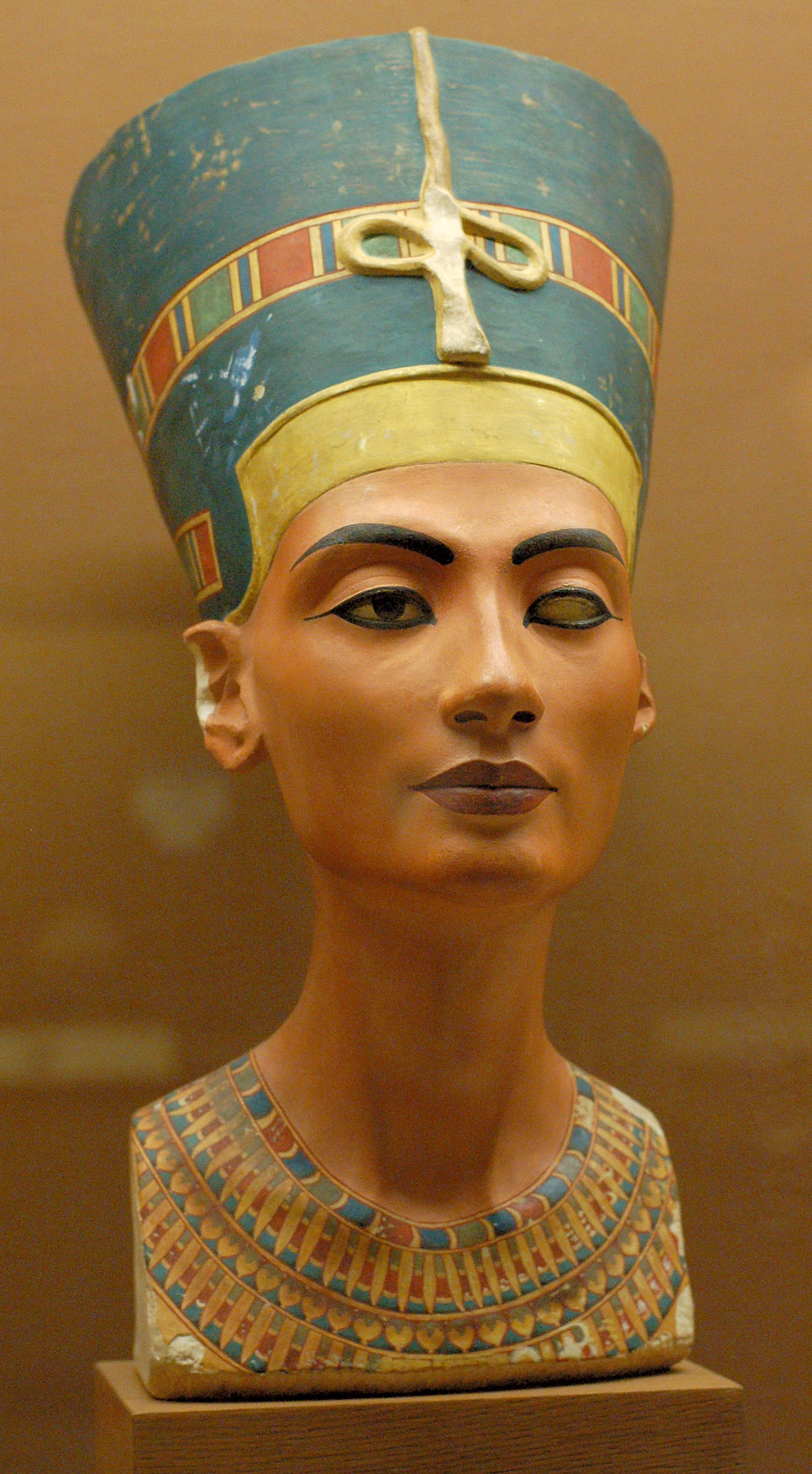
Popiersie Nefertiti - najsłynniejsze znalezisko Borchardta

## Życiorys
Borchardt urodził się w Berlinie. Po ukończeniu szkoły średniej studiował architekturę, po czym przeniósł się na egiptologię, pod kierunkiem Adolfa Ermana. W 1895 wyjechał do Kairu, gdzie razem z  Gastonem Maspero opracował Katalog Muzeum Egipskiego. W latach 1898–1901 pracował razem z Henrichem Schaferem przy wykopaliskach w świątyni Re.
W 1907 ufundował Niemiecki Instytut Archeologiczny (Deutsche Archäologische Institut) w Kairze, którego dyrektorem był do roku 1928.
W czasie prac wykopaliskowych w Amarnie w 1912 roku odkrył wiele dzieł Totmesa, nadwornego rzeźbiarza faraona Echnatona, w tym także popiersie królewskiej żony – Nefertiti (zbiory Muzeum Egipskie w Berlinie). Kierował także pracami wykopaliskowymi w Heliopolis i Abu Gurab.

## Publikacje
- Baugeschichte des Amontempels von Karnak (1905)
- Die Annalen und die zeitliche Festlegung des Alten Reiches der ägyptischen Geschichte (1917)
- Quellen und Forschungen zur Zeitbestimmung der Ägyptischen Geschichte, 3 Bde. (1917–1938)